# KV40
Ngôi mộ KV40 nằm trong Thung lũng của các vị Vua, ở Ai Cập. Người chủ ban đầu trong ngôi mộ này vẫn chưa rõ. Chỉ phần trên của trục chính vào mộ là có thể tiếp cận được, phần còn lại đã bị lấp đầy bởi đống đổ nát, và người ta không biết gì về cách bố trí của ngôi mộ. Mặc dù ngôi mộ đã được khai quật bởi Victor Loret trong năm 1899 nhưng đã không có bất kỳ báo cáo nào được công bố.
Cuộc khai quật trong năm 2014 tiết lộ những gì còn lại của ít nhất 50 quyền nhỏ trong một số phòng. Trong khi những ngôi mộ này đã được cướp nhiều lần trong thời cổ, và lần cuối cùng trong thế kỷ này. Nó vẫn còn chứa nhiều mảnh vỡ của trang thiết bị tang lễ, như là gỗ, quan tài và vải dệt.